# Marc-Antoine-César Yon de Jonage
Marc-Antoine-César Yon, comte de Jonage (24 avril 1798, Lyon - 19 septembre 1865, Saint-Sorlin-en-Bugey), est un homme politique français.

## Biographie
Il fit ses études à Tournon, puis servit dans les gardes du corps du roi jusqu'en 1830. Grand propriétaire et maire de Saint-Sorlin-en-Bugey, conseiller général de l'Ain pour le canton de Lagnieu, il se rallia au second Empire, et fut successivement élu, comme candidat officiel, député au Corps législatif, dans la 2e circonscription de l'Ain : le 29 janvier 1852, le 22 juin 1857 et le 1er juin 1863. Il siégea dans la majorité dévouée à la dynastie, avec quelques velléités libérales.
Il est Président du conseil général de l'Ain pendant les années 1850.

## Sources
- « Marc-Antoine-César Yon de Jonage », dans Adolphe Robert et Gaston Cougny, Dictionnaire des parlementaires français, Edgar Bourloton, 1889-1891 [détail de l’édition]